# Ursula Hirschmann
Ursula Hirschmann (* 2. September 1913 in Berlin; † 8. Januar 1991 in Rom) war eine deutsche antifaschistische Aktivistin und Verfechterin des europäischen Föderalismus.

## Leben und Karriere
Ursula Hirschmann war eine Tochter des bürgerlich jüdischen Arztes Carl Hirschmann (geb. 9. September 1880 in Kölln, Kreis Neustadt in Westpreußen, gest. 31. März 1933 in Berlin) und dessen Ehefrau Hedwig Lea Henriette, geb. Marcuse, gesch. Hirschmann (geb. 11. April 1880 in Berlin, gest. 29. Dezember 1956 in Rom), die am 19. August 1911 in Berlin geheiratet hatten.
Sie studierte Volkswirtschaftslehre an der Humboldt-Universität zu Berlin zusammen mit ihrem Bruder Albert O. Hirschman. 1932 trat sie der Jugendorganisation der Sozialdemokratischen Partei bei, um sich am Widerstand gegen den Vormarsch der Nazis zu beteiligen.
Im Sommer 1933 emigrierten Ursula und ihr Bruder nach Paris, wo sie Eugenio Colorni, einen jungen italienischen Philosophen und Sozialisten wiedertrafen, den sie bereits in Berlin kennengelernt hatten. Von Paris zogen sie weiter nach Triest, der Heimatstadt von Colorni, wo sie ihn im Jahre 1935 heiratete. Sie hatten drei Töchter, Silvia, Renata und Eva, die 1973 den indischen Ökonomen Amartya Sen heiratete.
Das Paar engagierte sich in der heimlichen antifaschistischen Opposition. 1939 wurde Eugenio verhaftet und auf der Insel Ventotene inhaftiert. Ursula folgte ihrem Mann dorthin, aber da sie selbst nicht in Gefangenschaft gehalten wurde, konnte sie zurück aufs Festland reisen.
Zu den anderen Gefangenen und Freunden von Eugenio Colorni auf Ventotene gehörten Ernesto Rossi und Altiero Spinelli, die 1941 das berühmte Ventotene-Manifest „für ein freies und vereintes Europa“, d. h. eine frühe Skizze einer demokratischen Europäischen Union nach dem Krieg, mitverfassten. Das Manifest, das heimlich auf Zigarettenpapier geschrieben wurde, war eine politische Erklärung und Grundlage für eine demokratische europäische Föderation. Der Inhalt waren sowohl Sozialreformen als auch ein neues politisches System und weiter verlangten die Autoren einen Bruch mit dem alten Europa. Ursula gelang es, den Text des Manifests auf das Festland zu bringen und an seiner Verbreitung teilzunehmen. Am 27. und 28. August 1943 beteiligte sie sich in Mailand u. a. mit Altiero Spinelli an der Gründung der Europäischen Föderalistischen Bewegung.
Das Manifest endete mit diesen Worten:
Der Augenblick ist gekommen, um veralteten Ballast über Bord zu werfen und sich für den kommenden Umbruch bereit zu halten, der so ganz anders ist, als man ihn sich vorgestellt hat. Die Unfähigen unter den Alten müssen ausgemerzt und unter den Jungen neue Energien geweckt werden....
Ursula Hirschmanns Mann Eugenio Colorni, der 1943 aus Ventotene fliehen konnte, wurde im Mai 1944 in Rom von Faschisten ermordet. Danach wurde Altiero Spinelli der zweite Ehemann von Ursula. Das Paar ging in die Schweiz und von dort nach Rom, wo sie sich nach dem Krieg niederließen. In Paris beteiligten sich die beiden 1945 bei der Organisation des ersten “internationalen föderalitischen Kongresses”. 20 Jahre später gründete Ursula Hirschmann in Brüssel den Verein “Femmes pour l'Europe”. In den ersten Dezembertagen des Jahres 1965 erlitt sie eine Hirnblutung, gefolgt von einer Aphasie, von der sie sich nie ganz erholen sollte. 1991 verstarb sie 77-jährig.
Auch mit ihrem zweiten Ehemann hatte sie drei Töchter, Diana, Barbara sowie Sara Spinelli.